# بانكس (مغنية)
بانكس (بالإنجليزية: Banks)‏ هي ملحنة ومغنية مؤلفة ومغنية أمريكية، ولدت في 15 يونيو 1988 في مقاطعة أورانج في الولايات المتحدة.

## وصلات خارجية
- الموقع الرسمي
- بانكس على موقع IMDb (الإنجليزية)
- بانكس على موقع ميوزك برينز (الإنجليزية)
- بانكس على موقع أول ميوزيك (الإنجليزية)
- بانكس على موقع ديسكوغز (الإنجليزية)